# Castello di Husum

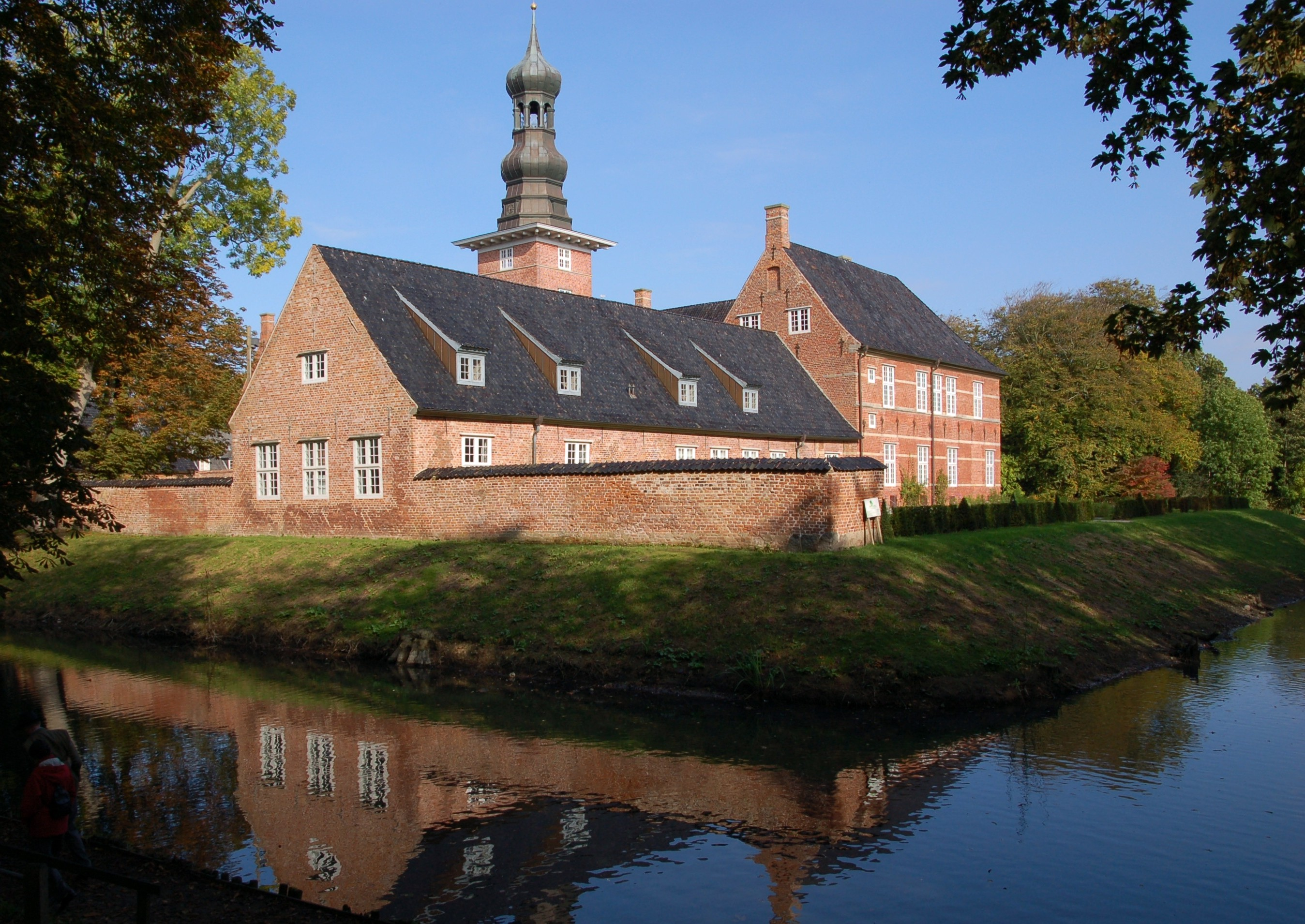
Husum: il castello

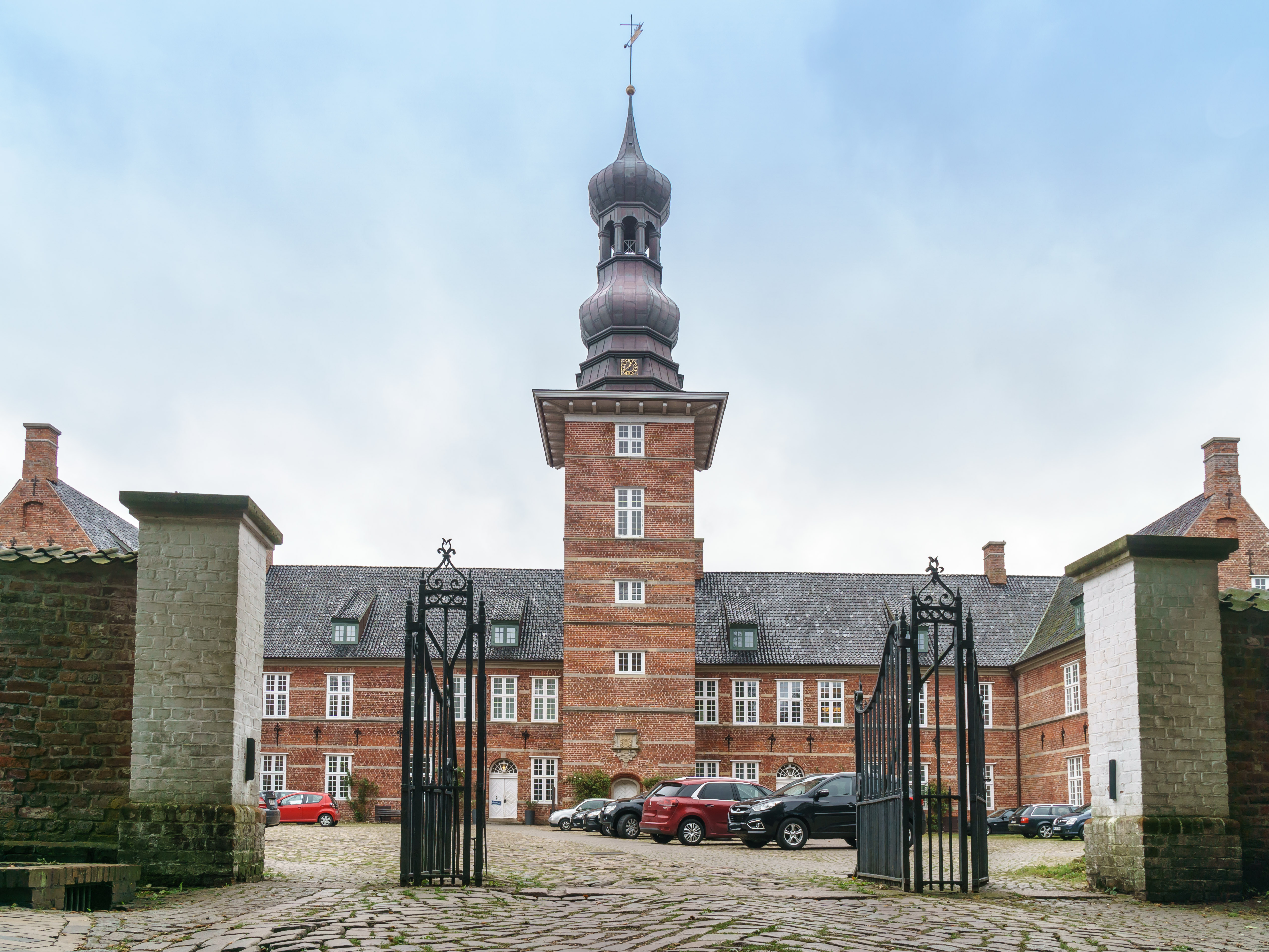
Ingresso del castello

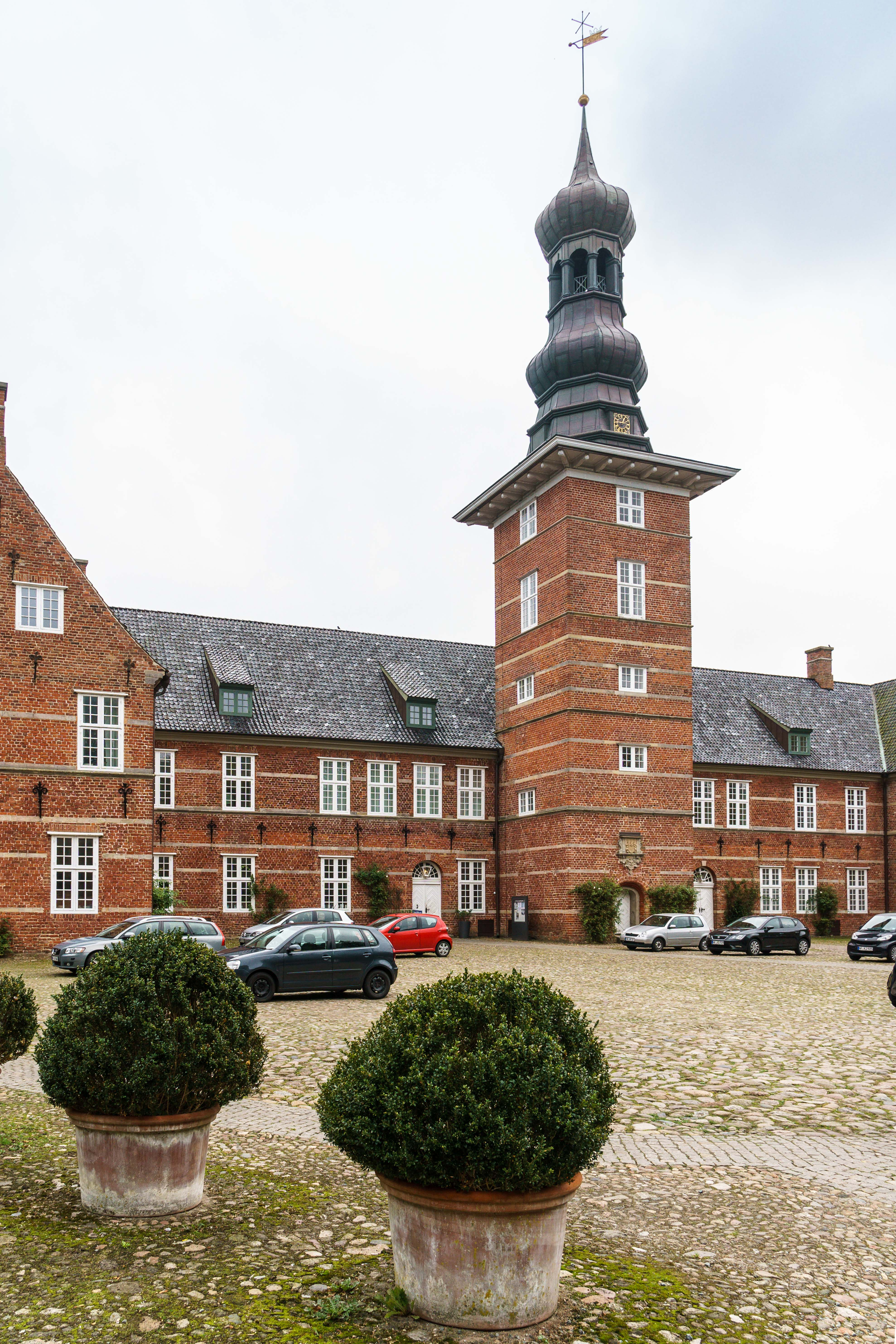
La facciata principale del castello

Il castello di Husum (in tedesco: Schloss vor Husum, letteralmente: "castello di fronte a Husum") è uno storico edificio in stile rinascimentale olandese della cittadina tedesca di Husum, nello Schleswig-Holstein (Germania nord-occidentale), costruito tra il 1577 e il 1582 per volere del duca Adolf von Schleswig-Holstein-Gottorf.
L'edificio è un importante centro culturale, che ospita varie manifestazioni, quali il festival Raritäten der Klaviermusik ("rarità della musica per pianoforte") e Liedkunst ("arte della canzone").

## Storia
Adolf von Schleswig-Holstein-Gottdorf, discendente die reali di Svezia e degli zar di Russia, fece costruire l'edificio nel 1577 come propria residenza temporanea durante la sua permanenza nella costa occidentale.
L'edificio venne costruito al di fuori dei confini della città di Husum (da cui la dicitura vor Husum, "di fronte a Husum"). La costruzione del castello durò 5 anni.
Nel corso del XVII secolo, risiedettero nel castello due vedove, la duchessa Augusta di Danimarca, sorella di Cristiano IV di Danimarca, e la duchessa Maria Elisabetta di Sassonia, vedova del duca Federico III (a partire dal 1660) In quel periodo, il castello divenne un importante luogo di ritrovo culturale e gli interni furono abbelliti con l'aggiunta nell'arredamento di camini e di mobili sfarzosi; fu realizzata anche una piccola cappella.
In seguito, dopo la morte di Maria Elisabetta, avvenuta nel 1684, il castello rimase per molto tempo disabitato e cadde progressivamente in rovina, tanto che nel corso del XVIII secolo ne venne chiesta la demolizione. Fu invece intrapresa un'opera di restauro, che iniziò nel 1750 e che durò due anni.
In seguito, a partire dal 1752 il castello venne utilizzato a scopi amministrativi. Quarant'anni dopo, fu parzialmente demolita la torre principale, ormai in stato di rovina.
Nel corso del XIX secolo, erano frequenti le visite del castello da parte dei reali danesi. Sempre el corso del XIX secolo nacquero nel castello di Husum anche alcune celebrità, come Charlotte von Krogh (1827-1913), futura pittrice, e la duchessa Franziska zu Reventlow (1871-1918), futura scrittrice, pittrice e traduttrice. Inoltre, nell'ala meridionale del castello lavorò come impiegato dal 1867 al 1899 lo scrittore Theodor Storm.
Nel 1918, il castello divenne di proprietà del circondario di Husum.
Nel 1973, fu intrapresa un'opera di restauro con lo scopo di riportare il castello al suo aspetto originale.

## Architettura
Il castello si trova lungo la König-Friedrich-V.-Allee.

### Esterni
Il castello è caratterizzato da una alta torre centrale, da due torri angolari e da quattro torrette decorate in rame.
L'edificio è circondato da un parco dove crescono dei crocus.

### Interni
Gli interni del castello sono arredati con vari dipinti di vari artisti e di epoche diverse (dal XVII al XIX secolo), tra i quali figura Jürgen Ovens.